# Balázs Gusztáv (újságíró)
Balázs Gusztáv (Gödöllő, 1958. május 13. –)  újságíró, szerkesztő, fotóriporter, közgazdász

## Életútja
Az aszódi Petőfi Sándor Gimnázium és Gépészeti Szakközépiskolában 1975-ben megalapította és szerkesztette a Galga parti diákjegyzetek című havilapot. 1978-tól 1983-ig jelentek meg cikkei és fotói a Közgazdász című egyetemi lapban. 1981-től 1995-ig a Pest Megyei Hírlap újságírója. 1995-től 1997-ig a Gödöllői Polgármesteri Hivatal köztisztviselője. 1997-től felelős szerkesztője a Gödöllői Agrártudományi Egyetem Gödöllői Universitas, majd jogutódja, a Szent István Egyetem azonos nevű lapjának. 2003-ban az Egyetemi Tanács SZIE Babérkoszorú arany fokozat kitüntetésben részesítette. 2011-ben Az Év Honlapja országos pályázaton minőségi díjat nyert az általa szerkesztett godollo.hu honlap. 2011-ben az Országos Tudományos Diákköri Tanács az első alkalommal kiadott Újságírói díjjal ismerte el a munkáját. 2013-ban a Szent István Egyetem Ezüstérem kitüntetésben részesült. 2016-ban megkapta a Magyar Felsőoktatásért emlékplakettet. 2017-től az Állatorvostudományi Egyetem szenátusának tagja, az Egyetem UNIVET  című lapjának főszerkesztője.
Fotókiállításai Gödöllőn, Budapesten, Aszódon, Bagon, Giessenben és Dányban voltak láthatók.

## Díjai
- 2018 Nádaskay-Hagenlocher-díj[9]
- 2018 Vankóné Dudás Juli-díj[9]